# Australophiloscia myrmecophila
Australophiloscia myrmecophila är en kräftdjursart som först beskrevs av Albert Vandel 1973.  Australophiloscia myrmecophila ingår i släktet Australophiloscia och familjen Philosciidae. Inga underarter finns listade i Catalogue of Life.